# Уршак (Уфимский район)
Урша́к (баш. Өршәк) — посёлок в Уфимском районе Республики Башкортостан Российской Федерации. Входит в состав Булгаковского сельсовета.

## География

### Географическое положение
Расстояние до:
- районного центра (Уфа): 21 км,
- центра сельсовета (Булгаково): 9 км,
- ближайшей ж/д станции (Уршак): 0 км.

## Население
| 2002 | 2009 | 2010 |
| ---- | ---- | ---- |
| 0    | →0   | →0   |